# BlackBerry P'9981
Il BlackBerry P'9981 è uno smartphone prodotto dalla Research In Motion. Fa parte del segmento lusso top level smartphone di RIM, viene introdotto al termine del 2011, ed utilizza la tastiera QWERTY, schermo tattile e trackpad.

## Descrizione
Questo smartphone è stato disegnato da "Porsche Design", distinguendosi per la linea spigolosa e minimale, ma con materiali pregiati e finemente lavorati, come la cornice anteriore in acciaio e cover posteriore in pelle, disponibile a circa 1500 euro, successivamente venne resa disponibile una versione in oro a 24 carati in sole 100 unità a circa 7500 euro, successivamente venne prodotta una versione in titanio con cover in fibra di carbonio messo all'asta con un prezzo di partenza di 2000 euro.
Questo particolare smartphone vince il premio smartphone dell'anno 2012 della "Plus X".

## Specifiche
Le specifiche sono:

### Specifiche
- Dimensioni: 115 x 67 x 11.3 mm
- Peso: 155 g
- Tipo: TFT, 24 bit/pixel (16777216 colori)
- Dimensioni: 640 x 480 pixels, 2.8 inches
- Tastiera Full QWERTY
- Touch-sensitive optical trackpad
- Tipi allarmi: Vibrazione; Polifonica (32), MP3
- Vivavoce: si
- 3.5 mm audio jack
- Rubrica: Praticamente illimitata voci e campi, fotochiamata
- Annotazioni di chiamata: si
- Memoria interna
  - ROM: 7630 MB
  - RAM: 768 MB
- Card slot: microSD fino a 32 GB

### Connettività
- 2G Network: GSM/GPRS/EDGE 850 / 900 / 1800 / 1900
- 3G Network: UMTS, HSDPA, HSUPA 850 / 1900 / 2100
- WLAN: Wi-Fi 802.11a/b/g/n
- Bluetooth: si, v2.1 + EDR
- Porta infrarossi: No
- USB: si, microUSB

### Camera
- Primaria 5 MP, 2560x1920 pixels
- Video: si, 1280x720
- Secondaria: No
- Auto-Focus: Si

### Caratteristiche
- OS: BlackBerry OS 7.1
- CPU: processore Qualcomm Snapdragon MSM8655T a 1200 MHz
- Messaggistica: SMS (threaded view), MMS, Email, IM
- Browser: HTML
- Radio: No
- Giochi: si + scaricabili
- GPS: SI
- Accelerometro: SI
- Magnetometro: SI
- Sensore di prossimità: SI

### Batteria
- Standard battery, Li-Ion